# Wat Suthat

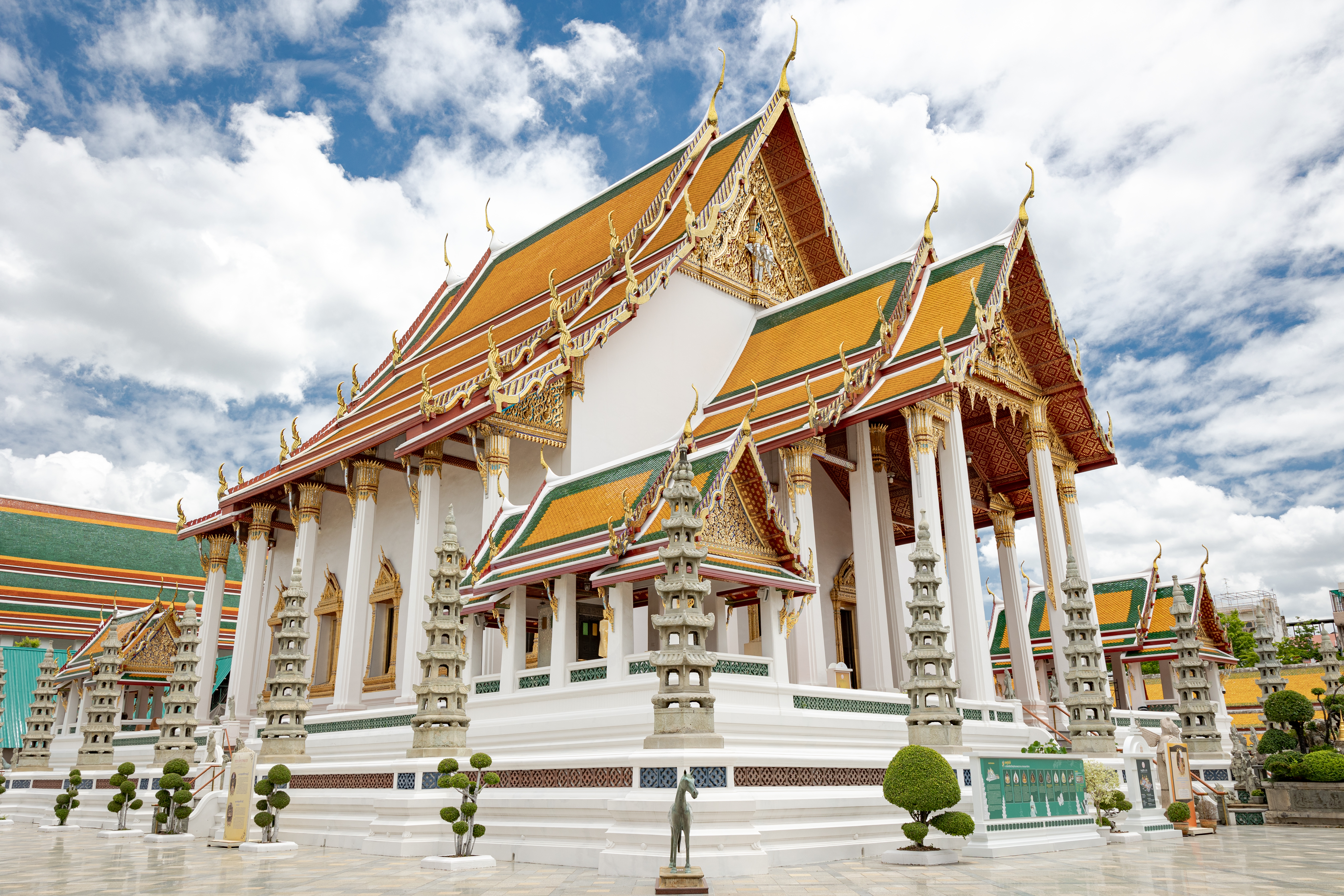
Santuario principal

Wat Suthat Thepwararam (en tailandés: วัดสุทัศนเทพวราราม) es un templo budista en Bangkok, Tailandia. La construcción fue iniciada por el rey Rama I en 1807. Al principio, inicialmente se llamaba "Wat Maha Sutthawat" (วัดมหาสุทธาวาส) y estaba ubicado en un bosque pequeño. El rey Rama II llevó a cabo más construcciones y decoraciones, ayudando a tallar las puertas de madera, pero el templo no se completó hasta el reinado del rey Rama III en 1847. Este templo contiene la imagen de Buda Phra Sri Sakyamuni (tailandés: พระศรีศากยมุนี ; RTGS: Phra Si Sakkayamuni) que ha sido trasladada desde la provincia de Sukhothai. En la terraza inferior de la base hay 28 pagodas chinas que simbolizan los 28 Budas nacidos en esta tierra.
En 2005, el templo fue presentado a la UNESCO para su consideración como futuro Patrimonio de la Humanidad.